# Матс Меллер Делі
Матс Меллер Делі (норв. Mats Møller Dæhli, нар. 2 березня 1995, Осло, Норвегія) — норвезький футболіст, півзахисник німецького клубу «Нюрнберг» та національної збірної Норвегії.

## Клубна кар'єра
Матс Меллер Делі народився в Осло і свою футбольну кар'єру починав у молодіжних командах столичних клубів «Стабек» та «Люн». Своєю грою Делі привернув увагу європейських скаутів і в 2011 році він відправився на оглядини до англійського «Манчестер Юнайтед». Там він дійшов до резервного складу «МЮ». Але влітку 2013 року Делі повернувся до Норвегії, де підписав контракт на 2,5 роки з колишнім клубом Уле Гуннара Сульшера «Молде». У серпні того ж року Делі дебютував у першій команді норвезького клубу. Також молодий півзахисник зробив свій вагомий внесок у завоювання клубом Кубку Норвегії у 2013 році. Тренер «Молде» Сульшер високо оцінив гру Матса Меллера.
У січні 2014 року Делі знову повернувся до Англії, де приєднався до клубу Прем'єр - ліги «Кардіфф Сіті». 25 січня 2014 року він зіграв першу гру у новій команді. Хоча за результатами того сезону «Кардіфф Сіті» вилетів з АПЛ, Делі залишився в команді.
Наприкінці 2014 року Делі дав згоду на перехід до клубу німецької Бундесліги «Фрайбург». Та закріпитися в основі клубу футболіст так і не зумів, більшу частину часу граючи у дублі і в січні 2017 року він відправився в оренду у клуб Другої Бундесліги «Санкт-Паулі». З яким згодом підписав контракт на повноцінній основі.
Ще один рік Делі провів у складі бельгійського «Генка». Та вже у січні 2021 року футболіст знову повернувся до Німеччини. Спочатку це була оренда у клуб «Нюрнберг», а вже влітку було здійснено повноцінний трансфер за 1,5 млн євро.

## Збірна
З 2010 року Матс Меллер Делі виступає з норвезькі юнацькі та молодіжну збірні. Його вважали одним з найбільших талантів у футбольній Європі. У 2018 році Делі отримав перший виклик до лав національної збірної Норвегії на товариські матчі з командами Данії та Шотландії.

## Досягнення
Молде
 Переможець Кубка Норвегії: 2013